# Now and Zen
Now and Zen är ett musikalbum av Robert Plant som utgavs 1988 på skivbolaget Es Paranza Records. Albumet var Plants fjärde studioalbum som soloartist och innehöll singelhitsen "Heaven Knows" och "Tall Cool One". Albumet sålde bra och nådde topp 10-placering på albumlistorna i USA och Storbritannien.

## Låtlista
1. "Heaven Knows" – 4:06
2. "Dance on My Own" – 4:30
3. "Tall Cool One" – 4:40
4. "The Way I Feel" – 5:40
5. "Helen of Troy" – 5:06
6. "Billy's Revenge" – 3:34
7. "Ship of Fools" – 5:01
8. "Why" – 4:14
9. "White, Clean and Neat" – 5:28